# Sumbanäshornsfågel
Sumbanäshornsfågel (Rhyticeros everetti) är en fågel i familjen näshornsfåglar inom ordningen härfåglar och näshornsfåglar.

## Utseende och läten
Sumbanäshornsfågeln är en medelstor (70 cm) mörk näshornsfågel. Hanen är svartaktig förutom mörkt rostfärgad hjässa och nacke samt ljusare beige strupe. Den stora näbben är gulaktig med sågtandad kask och rött vid näbbroten. Honan är helt svart. Bland lätena hörs hårda kluckande ljud, korta "erm-err" och kacklande "kokokokoko".

## Utbredning och status
Fågeln återfinns enbart på ön Sumba i Små Sundaöarna. Den behandlas som monotypisk, det vill säga att den inte delas in i några underarter.

## Status och hot
Sumbanäshornsfågeln har en liten världspopulation bestående av uppskattningsvis endast 1000–2000 vuxna individer. Den tros också minska kraftigt i antal till följd av habitatförlust, framför allt nerhuggning av boträd. Fågeln är därför upptagen på internationella naturvårdsunionen IUCN:s röda lista över hotade arter, kategoriserad som starkt hotad (EN).

## Namn
Fågelns vetenskapliga artnamn hedrar Alfred Hart Everett (1848-1898), engelsk administratör i Sarawak 1872-1890, naturforskare och samlare av specimen i Filippinerna och Ostindien.